# Action publique (droit pénal)
 (décembre 2024).
Pour les articles homonymes, voir Action publique.
L'action publique est l'action conduite au nom de la société en vue de réprimer une infraction en application de la loi pénale. Elle est engagée au nom de la société puisqu'elle vise à réprimer un trouble à l'ordre public et non à réparer un préjudice personnel. Elle est mise en œuvre par le ministère public, contre les auteurs, coauteurs ou complices d'une infraction.

## Mise en mouvement

### Sujets
Le sujet actif de l'action publique est principalement le ministère public, corps de magistrats hiérarchisé qui est chargé de conduire l'action publique. À côté, d'autres agents publics ont pour certaines infractions déterminées la faculté de mettre en mouvement l'action publique notamment pour les contributions indirectes, les ponts et chaussées et les eaux et forêts.
Le demandeur peut être également la victime elle-même dans la mesure où elle se constitue partie civile.
Le sujet passif est l'auteur de l'infraction, celui qui supporte les effets de l'action publique. Les défendeurs sont les prévenus, auteurs, coauteurs et complices supposés de l'infraction. Il faut qu'ils soient identifiables mais pas forcément identifiés pour que l'action publique puisse être mise en mouvement.

### Modalités du déclenchement

#### Déclenchement par le ministère public
Le ministère public reçoit les plaintes et les dénonciations et apprécie librement la suite à leur donner. Il y a donc un principe d'opportunité des poursuites au profit du ministère public.
- Absence de poursuite : en particulier le classement sans suite. Le ministère public doit alors en informer la victime si celle-ci était à l'origine de la plainte. L'absence de poursuite peut être la conséquence de mesures alternatives aux poursuites.

- Alternatives aux poursuites :
  - le classement sous condition ;
  - la composition pénale ;
  - la médiation pénale.

- La poursuite se fait par :
  - la citation directe ;
  - la convocation en justice (forme simplifiée de la citation directe) ;
  - la comparution immédiate ;
  - la procédure de comparution par reconnaissance préalable de culpabilité ;
  - le réquisitoire introductif au juge d'instruction.

#### Déclenchement par la victime
La victime peut déclencher l'action publique de manière exceptionnelle. Elle le fait par le biais de la plainte avec constitution de partie civile ou par une citation directe.

## Exercice

### Régime de l'exercice
L'exercice de l'action publique est le monopole du ministère public même dans les cas où la mise en mouvement a été effectuée par la victime.
Ainsi, seul le parquet peut exercer les recours pénaux et requérir l'application d'une peine. La victime peut seulement réclamer la reconnaissance de la culpabilité du prévenu et l'octroi d'une indemnité.
L'exercice de l'action publique est régi par le principe d'indisponibilité qui implique que le ministère public ne peut renoncer à l'action publique. Son extinction ne peut provenir que des juridictions.

### Obstacles à l'exercice
L'exercice de l'action publique peut être empêché par des obstacles momentanés qui la suspendent temporairement. On peut citer les inviolabilités parlementaires et présidentielles et la question préjudicielle.
Suivant les législations des pays, ces obstacles peuvent être par exemple :
- décès du prévenu
- retrait de la plainte quand celle-ci était une condition nécessaire à la mise en mouvement
- transaction de l'action publique
- Amnistie
- Prescription, de l'action publique et de l'application de la peine
- Autorité de la chose jugée
- l'abrogation de la loi pénale
- l'exécution de la composition pénale

L'autorité de la chose jugée n'est pas absolue, puisque les juges pénaux ne sont pas liés par une décision des juridictions civiles.

## Prescription
La prescription publique est le délai au terme duquel un acte ne peut plus faire l'objet d'investigations par enclenchement de l'action publique.
La prescription de l'action publique varie suivant les pays

### En France
Les délais de prescription de l'action publique sont définis par les articles 7, 8 et 9 du code de procédure pénale : 
- contraventions : 1 an ;
- délits : 6 ans en général, mais 10 ans lorsque le délit auquel se réfère l'article 706-47 du Code de procédure pénale a été commis contre un mineur, et 20 ans pour les délits des articles 222-12, 222-30 et 227-26 du code pénal ;
- crimes : 10 ans en terme général et 20 pour certains crimes commis sur des mineurs (article 706-47 du Code de procédure pénale).

Il existe également des délais spéciaux réduits, en matière de presse (article 434-25 du Code pénal) par exemple. À l'inverse, certains délais sont prolongés de manière indirecte, par exemple en droit pénal des affaires où, de facto, pour certains délits, la prescription de l'action publique ne commence à courir qu'à la découverte de l'acte délictueux. 
Ces délais commencent à courir à partir :
- du lendemain de l'infraction, de sa cessation ou de sa découverte ;
- de la majorité de la victime pour certaines infractions (article 706-47 du Code de procédure pénale, articles 222-12, 222-30 et 227-26 du Code pénal) ;
- du lendemain du dernier acte de procédure.

Ces délais ne doivent pas être confondus avec les délais de prescription de la peine, qui sont les délais à l'issue desquels le jugement ne peut plus être mis à exécution.